# Кобцев Михайло Валентинович
Миха́йло Валенти́нович Ко́бцев (нар. 10 січня 1969, м. Харків) — громадський та політичний діяч, волонтер, народний депутат України VIII скликання.

## Освіта
1985 р. — закінчив середню школу № 83 м. Харкова.
1985—1992 рр. — навчання у Харківському інституті інженерів міського господарства за напрямком: «Економіка і управління в будівництві», спеціальність «інженер-економіст».

## Служба у збройних силах
1987—1989 рр. — служба у лавах Радянської армії (війська зв'язку).

## Трудова діяльність
1992—1995 рр. — комерційний директор із зовнішньоекономічної діяльності ТОВ «Промприбор ЛТД».  
1995—2000 рр. — фінансовий та генеральний директор спільного українсько-грецького підприємства «Медоптика».
2000—2004 рр. — комерційний директор, директор ТОВ «Арт-Оптика».
2004—2005 рр. — директор ТОВ «Мікко Пласт».
2005—2007 рр. — директор ТОВ Підприємство з іноземними інвестиціями «ОЛДІ».
2007—2011 рр. — приватний підприємець.
2011—2013 рр. — директор ТОВ «ТНС».
2013—по 2014 рр. — директор ТОВ «ХАРПЕТ».
від 27 листопада 2014 р. — народний депутат України.

## Політична та громадська діяльність
Член партії «Солідарність» — Блок Петра Порошенка».

### Парламентська діяльність
- Член депутатської фракції Партії «Блок Петра Порошенка»;
- Голова депутатської групи «Європейська Харківщина»;
- Член Комітету Верховної Ради України з питань податкової та митної політики;
- Член групп з міжпарламентських зв'язків з: Литовською Республікою[4], з Грецькою Республікою[5], з Республікою Македонія[6], з Китайською Народною Республікою[7].

Є автором/співавтором  близько 100 законопроєктів, серед яких законодавчі ініціативи щодо легалізації ввезених на митну територію України транспортних засобів з іноземною реєстрацією (так званих, євроблях ), зниження акцизного податку на транспортні засоби, що були у використанні [Архівовано 22 Квітня 2019 у Wayback Machine.], забезпечення функціонування української мови як державної [Архівовано 14 Липня 2019 у Wayback Machine.],  легалізації обігу медичного канабісу [Архівовано 25 Жовтня 2020 у Wayback Machine.],  державної підтримки учасників бойових дій та їхніх дітей для здобуття професійно-технічної та вищої освіти, особливостей оподаткування суб'єктів індустрії програмної продукції, аудиту фінансової звітності та аудиторської діяльності [Архівовано 9 Травня 2021 у Wayback Machine.] та інших важливих законопроєктів.
За даними офіційного вебпорталу Верховної Ради був відсутній на 30 % пленарних засідань Верховної Ради України (за результатами письмової реєстрації). Майже всі рази відсутній з невідомих причин. 
Виступає проти мінімізації оподаткування великими компаніями через схеми з фізичними особами підприємцями. Підтримує впровадження в Україні відкритої економіки, спрямованої на інтеграцію в Європейський Союз та європейське співтовариство, зниження митних платежів та відкриття нових торговельних ринків.
Але, декларуючи це, двічі потрапляв у скандали, коли в себе на сторінці в мережі Facebook висловлювався з цих питань. У листопаді 2018 року так звані євробляхери відстоювали скасування обмежень на ввезення вживаних авто та встановлення митних платежів, які б були зіставні з ціною автомобіля так само, як це діє для нових автомобілів. Михайло Кобцев у себе на сторінці в мережі Facebook назвав рух прибічників зниження митних платежів ЄВРОБЛЯ. Пізніше при обговоренні ініціативи що до підвищення податку для фізичних осіб підприємців принизливо обізвав їх задротами, а порівнюючи їх з індусами обізвав останніх індиками. Хоча ще 2015 року під час інтерв'ю Кобцев дійсно виступав за відкриту економіку, наприклад пропонував не підвищувати, а знижувати податки.
Одним із головних напрямів діяльності — допомога членам сімей загиблих учасників антитерористичної операції, встановлення меморіальних таблиць загиблим героям-учасникам АТО.
Також активно допомагає українським громадянам у розв'язанні проблем. Зокрема, за його сприяння, оскаржено кричущий процес усиновлення українського хлопчика іноземними громадянами, вжито заходів з метою унеможливлення вивезення дитини за межі України та надано допомогу в його усиновленні українською родиною.

## Волонтерська діяльність
Засновник Волонтерської групи Михайла Кобцева, яка розпочала свою діяльність влітку 2014 року. Ведеться робота по забезпеченню українських військових, які перебувають в епіцентрі бойових дій в зоні проведення антитерористичної операції. Волонтерська група працює у декількох напрямках, зокрема розроблені і постійно діють програми: 
- «Вода для армії». За час існування програми до зони АТО надано більше ніж півмільйона тон бутельованої води.
- «Аптечка для армії». Кожна аптечка містить кровоспинний засіб Celox, сильнодіючий антишоковий препарат Налбуфін, джгут кровоспинний CAT (або SWAT), перев'язочні пакети та інше. Станом на лютий 2016 року до зони АТО передано близько 4000 аптечок.
- «Транспорт для армії». Передача в розпорядження військових в зоні проведення АТО транспортних засобів, допомога в придбанні

запчастин для військової техніки.
- «Безпілотник для армії». Проєктування та розробка БпЛА.
- «Обмундирування для армії». Постійне забезпечення військових одягом, взуттям та іншими речами. Станом на червень 2015 року близько 800 осіб забезпечені повним комплектом обмундирування.
- «Технічна допомога армії». Передача в розпорядження військових в зоні проведення АТО тепловізорів, планшетів, рацій та інших технічних засобів для виконання бойових завдань.
- «Допомога мирному населенню». Надання гуманітарної допомоги мирному населенню, вивезення бажаючих з зони проведення АТО.